# Badischer Kunstverein

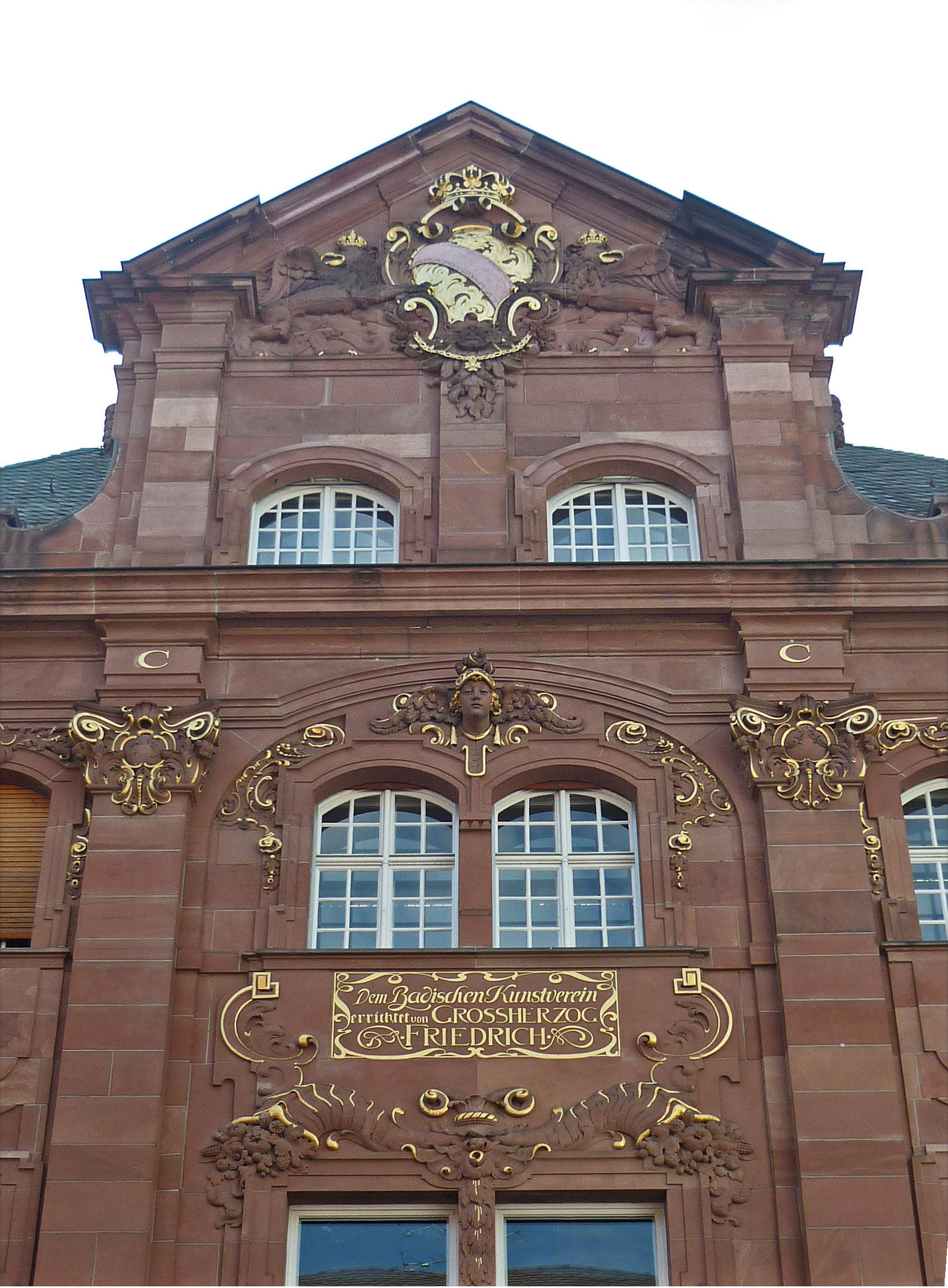
Sitz des Badischen Kunstvereins in der Karlsruher Waldstraße (2015)

Der Badische Kunstverein e. V. ist ein gemeinnütziger und eingetragener Verein mit Sitz in Karlsruhe, welcher sich der Vermittlung Zeitgenössischer Kunst widmet. Er gehört der Arbeitsgemeinschaft Deutscher Kunstvereine (ADKV) an und ist einer der ältesten deutschen Kunstvereine.

## Geschichte
Am 1. Mai 1818 wurde der Kunst- und Industrie-Verein für das Großherzogthum Baden von einer Gruppe einflussreicher Karlsruher Bürger gegründet, darunter der Maler Karl Ludwig Frommel. Karlsruhe hat damit, nach Nürnberg (1792) und Hamburg (1817), den drittältesten deutschen Kunstverein. 1821 fand eine erste Ausstellung statt. 1823 erwarb der Verein für seine Zwecke das ehemalige Kadettenhaus in der Waldstraße 3, das 1899 abgerissen wurde. In einem offenen Architekturwettbewerb entschied sich der Verein für einen Entwurf des Architekten Friedrich Ratzel. 1900 wurde das neue, noch heute stehende Gebäude durch Großherzog Friedrich I. von Baden eingeweiht und dem Kunstverein „auf unbestimmte Zeit“ zum allgemeinen Zweck der Bildenden Kunst übergeben.
Bei einem Umbau 1964  wurden die Kabinette im Erdgeschoss und der Lichthof in die Ausstellungsfläche einbezogen. 2002 wurde der Kunstverein vorübergehend geschlossen und das Gebäude in der Waldstraße 3 einer umfassenden Renovierung unterzogen. Dabei wurde u. a die Oberlichtverglasungen ausgetauscht, Raumbeziehung  wiederhergestellt, in allen Räumen die Oberflächen restauriert und die Säulen im Waldstraßensaal freigelegt. Am 26. Januar 2003 wurde der neu eröffnete Badische Kunstverein mit einem Festakt eingeweiht. Dem Kunstverein stehen auf drei Etagen heute insgesamt 1.000 Quadratmeter Ausstellungsfläche zur Verfügung.
Ihm gehören ca. 1.700 Mitglieder an. 

## Positionen
Der Verein ist ein Ausstellungszentrum für Zeitgenössische Kunst und organisiert darüber hinaus Führungen, Vortragsreihen, Filmprogramme, Symposien, Kunstreisen und andere Veranstaltungen zur Förderung zeitgenössischer Kunst und Künstler. Er veranstaltet jährlich acht bis zehn Ausstellungen, die aktuelle Entwicklungen der bildenden Kunst vorstellen und bewerten. Begleitende Kataloge vertiefen die Informationen über einzelne Künstler oder thematische Zusammenhänge. Regelmäßig bietet der Verein zudem seinen Mitgliedern die Möglichkeit zur Präsentation der eigenen Werke im Rahmen einer Mitgliederausstellung an.

## Auszeichnungen
Im Jahr 2012 erhielt der Verein den jährlich verliehenen Preis für Kunstvereine der ADKV und der Art Cologne.

## Leiter des Kunstvereins (seit 1945)
- Klaus Gallwitz (1959–1967)
- Georg Bussmann (1967–1970)
- Michael Schwarz (1974–1982)
- Andreas Vowinckel (1983–1998)
- Angelika Stepken[3] (1998–2006)
- Anja Casser[4] (seit 2007)

## Ausgestellte Künstler (Auswahl)
- Ferdinand Steininger
- Timm Rautert
- Nancy Holt
- Miriam Cahn
- Jürgen Drescher
- Michaela Melián
- Annette Wehrmann
- Maja Bajević
- Danica Dakić
- Noa Eshkol
- Josef Dabernig
- Michael Dreyer